# Rongorongo (Kiribati)
Rongorongo  ist ein Ort im südlichen Teil des pazifischen Archipels der Gilbertinseln nahe dem Äquator im Staat Kiribati mit einer Landfläche von 0,32 km². 2020 wurden 181 Einwohner gezählt.

## Geographie
Rongorongo ist der Hauptort der Insel Beru. Zusammen mit Nuka liegt er auf dem östlichen Riffsaum der Insel. Im Ort gibt es das Rongorongo  Maneaba, ein traditionelles Versammlungshaus, sowie das Gebäude der Inselverwaltung. Im Norden schließt sich Aoniman an.

## Klima
Das Klima ist tropisch heiß, wird jedoch von ständig wehenden Winden gemäßigt. Ebenso wie die anderen Orte der südlichen Gilbertinseln wird Rongorongo gelegentlich von Zyklonen heimgesucht.